# 尖肢南海溪蟹
尖肢南海溪蟹（学名：Nanhaipotamon aculatum）为溪蟹科南海溪蟹属的动物。是一種香港的特有種，香港四個特有淡水蟹種之一，多生活于溪流两岸泥洞中。其生存的海拔范围为20至100米。。